# Podčauš
Podčauš är en ort i Bosnien och Hercegovina.   Den ligger i entiteten Republika Srpska, i den östra delen av landet, 90 km öster om huvudstaden Sarajevo. Podčauš ligger 202 meter över havet och antalet invånare är 141.
Terrängen runt Podčauš är huvudsakligen kuperad. Podčauš ligger nere i en dal. Närmaste större samhälle är Bratunac, 1,2 km norr om Podčauš. 
Omgivningarna runt Podčauš är en mosaik av jordbruksmark och naturlig växtlighet. Runt Podčauš är det ganska tätbefolkat, med 67 invånare per kvadratkilometer.